# Tarazá
Tarazá är en kommun i Colombia.   Den ligger i departementet Antioquía, i den nordvästra delen av landet, 400 km norr om huvudstaden Bogotá. Antalet invånare är 32 943.